# Louise Abbéma
Louise Abbéma (ur. 30 października 1853 w Étampes, zm. 10 lipca 1927 w Paryżu) – francuska malarka i rzeźbiarka, impresjonistka.

## Życiorys
Urodziła się w zamożnej paryskiej rodzinie związanej ze środowiskiem artystycznym. Louise zaczęła malować w młodym wieku. Została zauważona wieku 23 lat, kiedy namalowała portret słynnej francuskiej aktorki Sarah Bernhard, jej wieloletniej przyjaciółki i kochanki. Do 1926 Louise często wystawiała w Salon des Artistes Françai w Paryżu.
Malowała głównie portrety współczesnych sobie osobistości, jak również panele i freski, które ozdobiły ratusz i gmach Opery paryskiej. Pracowała dla takich magazynów jak „Gazette des Beaux-Arts” i „L’Art”, ilustrowała różne książki. Otrzymała wyróżnienie za panele dekoracyjne (1881) i brązowy medal na Wystawie Powszechnej w 1900. Została mianowana oficjalnym malarzem III Republiki i w 1906 otrzymała Legię Honorową.
Prawie nie ma miesiąca, żeby gdzieś na świecie jedno z jej dzieł nie zostało zlicytowane.

## Wybrane prace
- Portrait de Sarah Bernhardt (1876)
- Portrait de Ferdinand de Lesseps
- Portrait de Carolus-Duran
- Portrait de Dom Pedro
- Portrait de Charles Garnier
- Les saisons (1883)
- Matin d’avril
- Dans les fleurs
- Flora

## Galeria

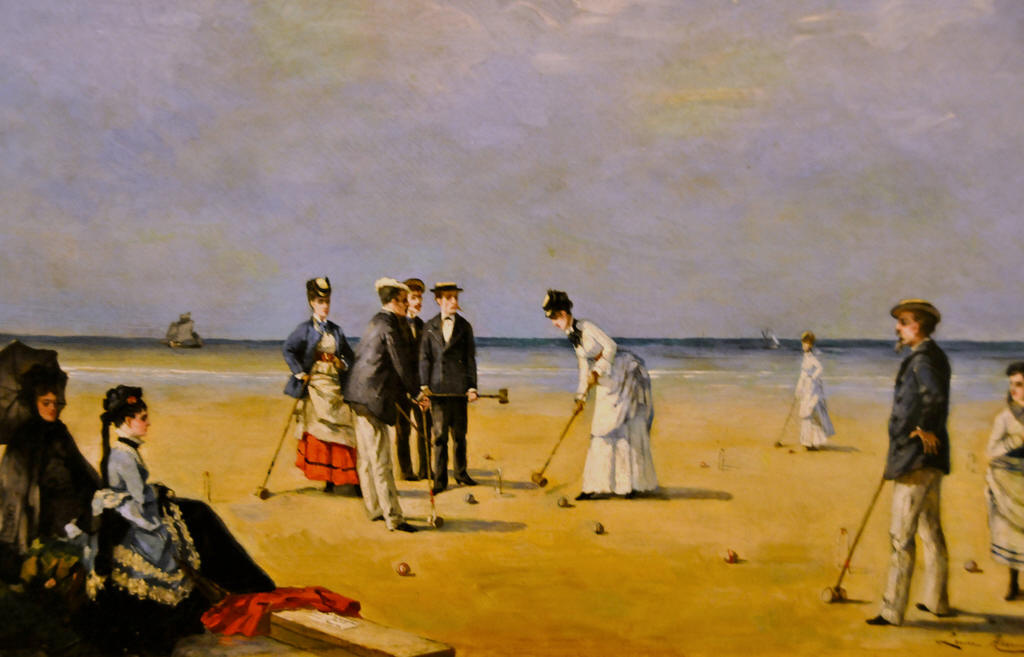
Gra w krokieta (1872)
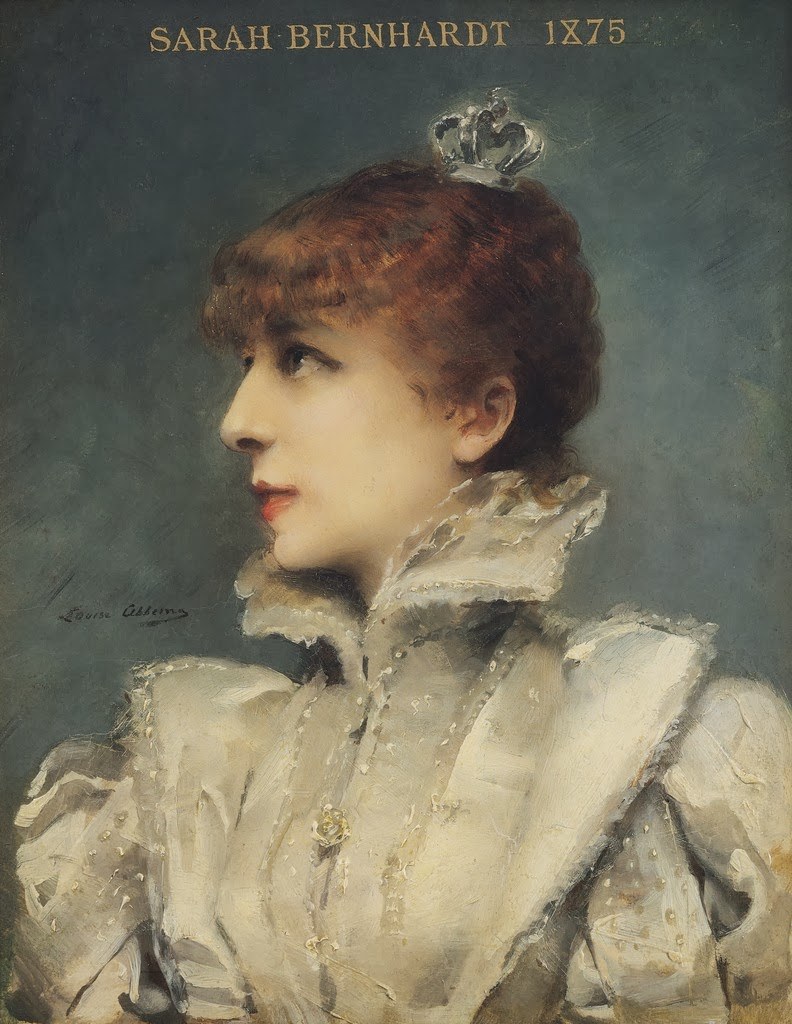
Sarah Bernhart (1875)
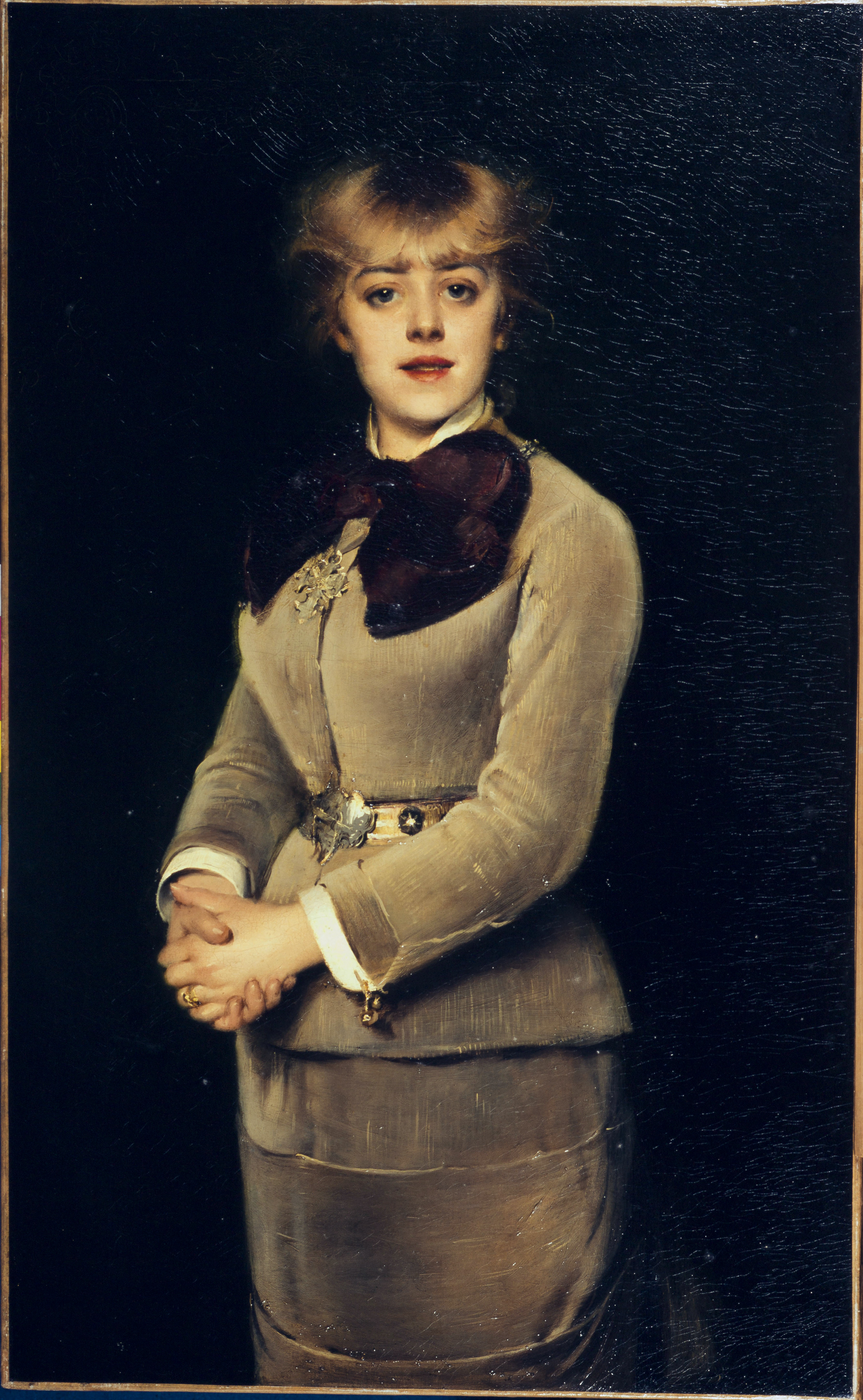
Portret Jeanne Samary
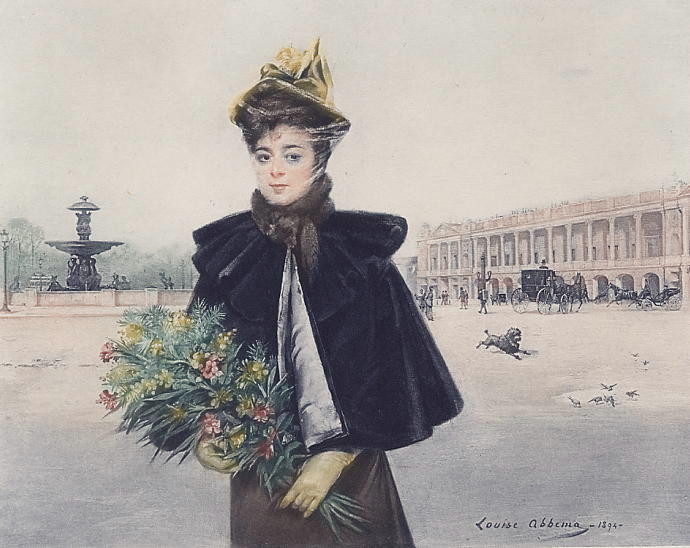
Kwietniowy ranek, (1894)